# Масбате
Масбате (на тагалог: Masbate) е остров в централната част на Филипинския архипелаг, разположен между море Сибуян на запад, море Висаян на юг и море Самар на изток, територия на Филипините. Площта му е 3268 km². Населението му към 2010 г. е 672 000 души. Съседните му острови са: Буриас, Тикао и Лусон (на север и североизток), Самар (на изток), Билиран и Лейте (на югоизток), Панай (на югозапад, през протока Хинтотоло) и Сибуян (на запад). Релефът му е равнинен и хълмист с максимална височина 697 m в северната му част. Покрит е с мусонни тропични гори. Местното население отглежда ориз, тютюн, царевица, кокосова палма, захарна тръстика, а в южните части се развива животновъдство. Разработват се находища на злато и манганова руда. Главен град и административен център на едноименна провинция е Масбате (на североизточното крайбрежие).